# Kiểm soát bạo động

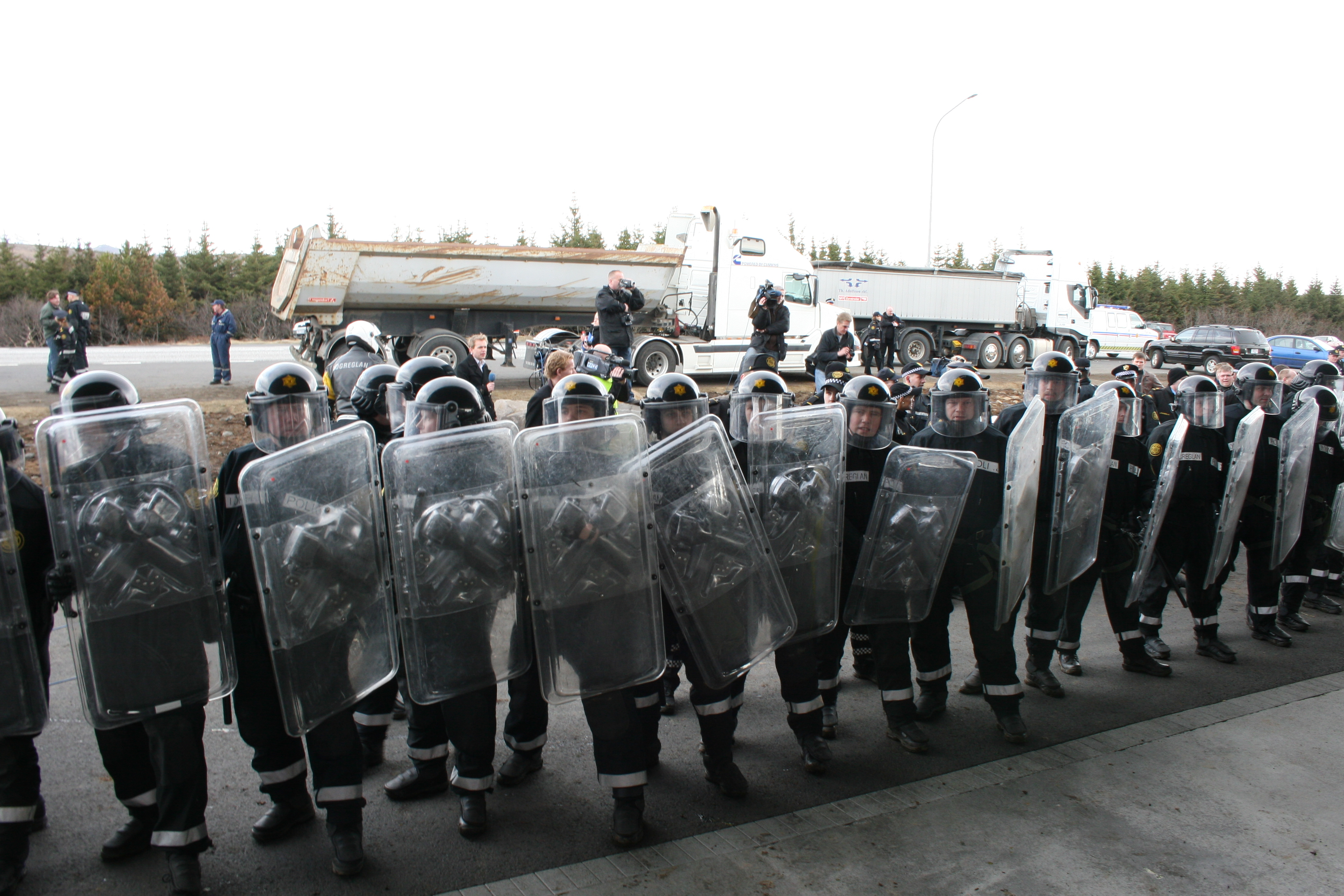
Cấp bậc sĩ quan Cảnh sát Quốc gia Iceland trong trang bị đầy đủ chống bạo loạn trong cuộc biểu tình lái xe tải Iceland năm 2008.

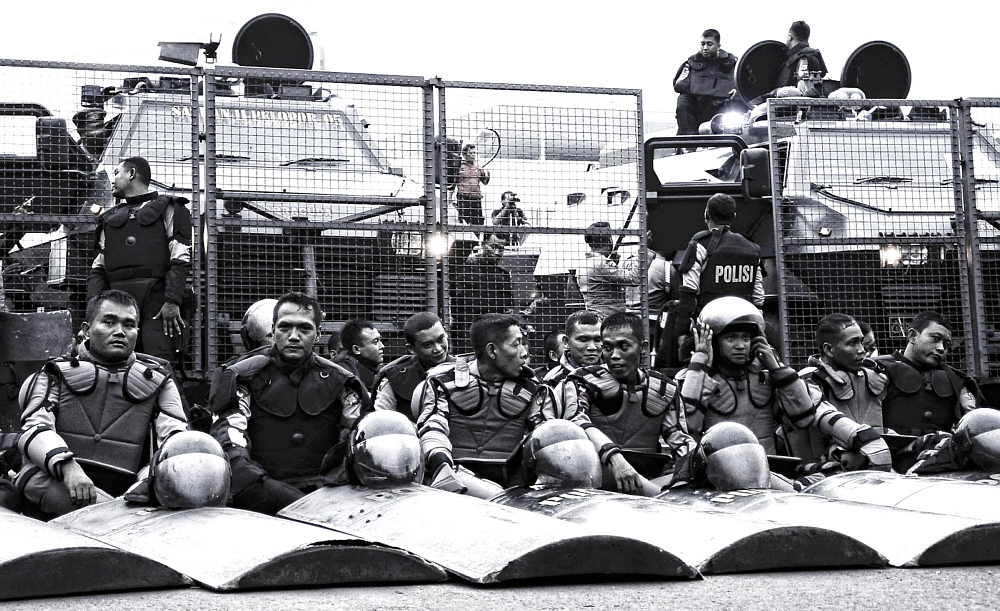
Nhân viên và thiết bị chống bạo động của Lữ đoàn di động Indonesia

Kiểm soát bạo động, hay kiểm soát bạo loạn đề cập đến các biện pháp được sử dụng bởi các lực lượng thực thi pháp luật, quân đội hoặc an ninh để kiểm soát, giải tán và bắt giữ những người có liên quan đến một cuộc bạo loạn, biểu tình hoặc phản kháng. Nếu một cuộc bạo loạn là tự phát và phi lý, những hành động khiến mọi người phải dừng lại và suy nghĩ một lúc (ví dụ như tiếng động lớn hoặc đưa ra hướng dẫn bằng giọng điệu bình tĩnh) có thể đủ để ngăn chặn bạo loạn. Tuy nhiên, các phương pháp này thường thất bại khi có những người biểu tình đang tức giận nghiêm trọng với một nguyên nhân chính đáng, hoặc cuộc bạo loạn đã được lên kế hoạch hoặc tổ chức chu đáo. Các sĩ quan thực thi pháp luật hoặc quân nhân từ lâu đã sử dụng các vũ khí ít gây chết người như dùi cui và roi da để giải tán đám đông và giam giữ những kẻ bạo loạn. Từ những năm 1980, cán bộ kiểm soát bạo động cũng đã sử dụng hơi cay, bình xịt hơi cay, đạn cao su, và gậy gây giật điện (tasers). Trong một số trường hợp, các đội chống bạo động cũng có thể sử dụng Thiết bị âm thanh tầm xa, vòi rồng, xe chiến đấu bọc thép, giám sát trên không, chó cảnh sát hoặc cảnh sát cưỡi ngựa. Cảnh sát thực hiện kiểm soát bạo loạn thường mặc các thiết bị bảo vệ như mũ chống bạo động, kính che mặt, áo giáp (áo khoác, bảo vệ cổ, miếng đệm đầu gối, v.v.), mặt nạ phòng độc và khiên chống bạo động. Tuy nhiên, cũng có trường hợp vũ khí gây chết người được sử dụng để dội ngăn chặn một cuộc biểu tình hay bạo loạn, như trong Boston Massacre, Haymarket Massacre, Banana Massacre, sự kiện năm 1956 ở Hungary, Thảm sát Đại học Kent, Soweto Uprising, Mendiola Massacre, Bloody Sunday (1905), Vụ thảm sát Ponce, Chủ nhật đẫm máu (1972), Cuộc biểu tình tại Thiên An Môn (1989), Cuộc biểu tình ở Venezuela (2017), Cuộc thảm sát Tuticorin (2018), Cuộc biểu tình ở Hồng Kông 2019-20.